# Zamfirovo, Montana
Zamfirovo (în bulgară Замфирово) este un sat în comuna Berkovița, regiunea Montana,  Bulgaria. 

## Demografie
Componența etnică a satului Zamfirovo
     Bulgari (88,66%)
     Romi (10,02%)
     Nicio identificare (1%)
     Altele (0,61%)
La recensământul din 2011, populația satului Zamfirovo era de 1.297 locuitori. Din punct de vedere etnic, majoritatea locuitorilor (88,66%) erau bulgari, cu o minoritate de romi (10,02%). Pentru 1% din locuitori nu este cunoscută apartenența etnică.